# Stazione di Cassano Spinola
La stazione di Cassano Spinola è una stazione ferroviaria posta sulla linea Tortona-Arquata Scrivia. Serve il centro abitato di Cassano Spinola.

## Storia
La stazione di Cassano Spinola entrò in servizio il 1º ottobre 1916, con l'attivazione della linea "direttissima" da Tortona ad Arquata Scrivia.
È nella lista delle stazioni impresenziate che vengono concesse in comodato d'uso gratuito a comuni o associazioni per il riutilizzo.
Nella stazione non ferma alcun treno.